# Eley Peak
Eley Peak ist ein 2280 m hoher Felsgipfel im nördlichen Teil der Soholt Peaks in der westantarktischen Heritage Range. Der Gipfel überblickt den Kopf des Balish-Gletschers. In Richtung Nordnordwesten erstreckt sich von hier der Ausläufer Yochelson Ridge.
Eley Peak wurde vom United States Geological Survey im Rahmen der Erfassung des Ellsworthgebirges in den Jahren 1961–66 durch Vermessungen vor Ort und Luftaufnahmen der United States Navy kartografiert. Das Advisory Committee on Antarctic Names benannte den Gipfel nach Richard G. Eley von der United States Navy. Eley flog in den antarktischen Sommern 1965/66 und 1966/67 als Fotograf auf Flügen über das Marie-Byrd-Land und das Ellsworthland mit.